# Haff

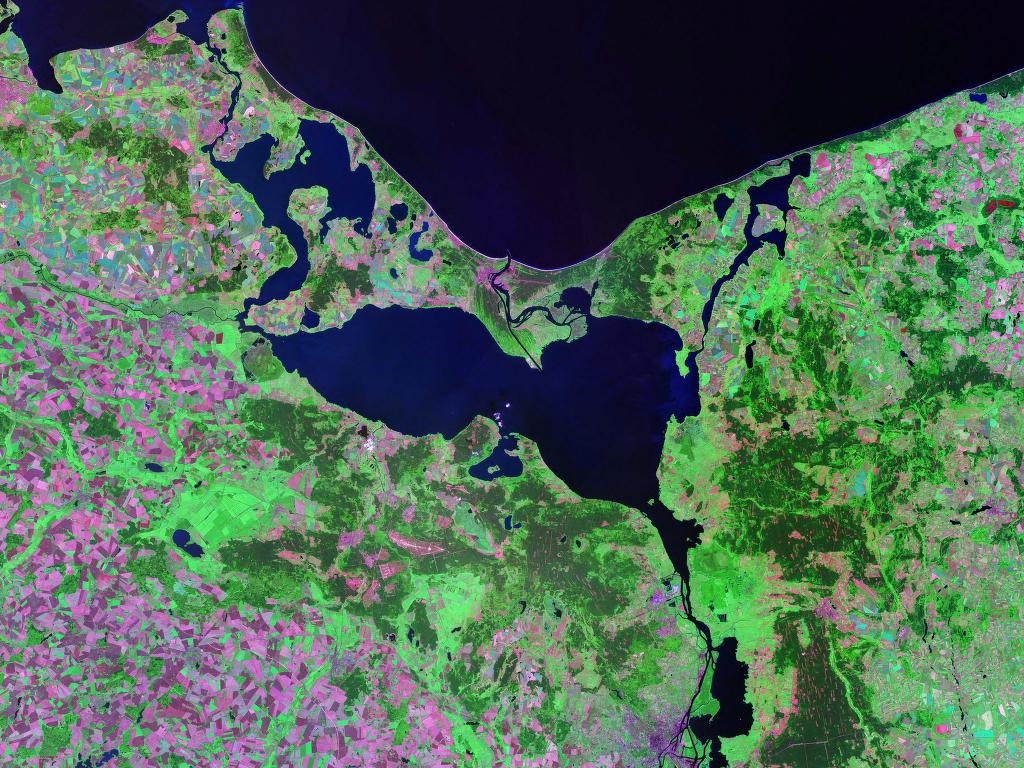
Satellitenaufnahme vom Stettiner Haff und der Pommerschen Bucht

Ein Haff ist ein durch eine Nehrung oder durch vorgelagerte Inseln vom Hauptteil des Meeres getrennter Brackwasserbereich. Das Haff gehört zu den inneren Küstengewässern. Haff ist ein spezifischer Begriff, der hauptsächlich für Lagunen der Ostsee verwendet wird.
Beispiele sind:
- das Stettiner Haff mit den Flüssen Oder und Peene
- das Frische Haff mit den Flüssen Nogat, Pregel (Прего́ля, Pregolja), Elbinger (Szkarpawa) und Königsberger Weichsel (Wisła Królewiecka)
- das Kurische Haff mit der Memel (Nemunas)
- Neben den namentlich als Haff bezeichneten Gewässern wird geologisch und ökologisch auch die Pötenitzer Wiek als Haff betrachtet.

Die Salinität (Salzgehalt) der großen Haffe ist wegen des starken Süßwassereintrags aus Flüssen äußerst gering, allein das kleine Salzhaff an der Wismarbucht ist meso- bis polyhalin, was seinen Namen begründet.
Regional sind für Haffe andere Begriffe gebräuchlich, darunter Lagune (z. B. Mittelmeerraum), Bodden (an der Ostsee), Noor (Schleswig), Nor (Dänemark) oder Liman (am Schwarzen Meer).